# 印戒细胞

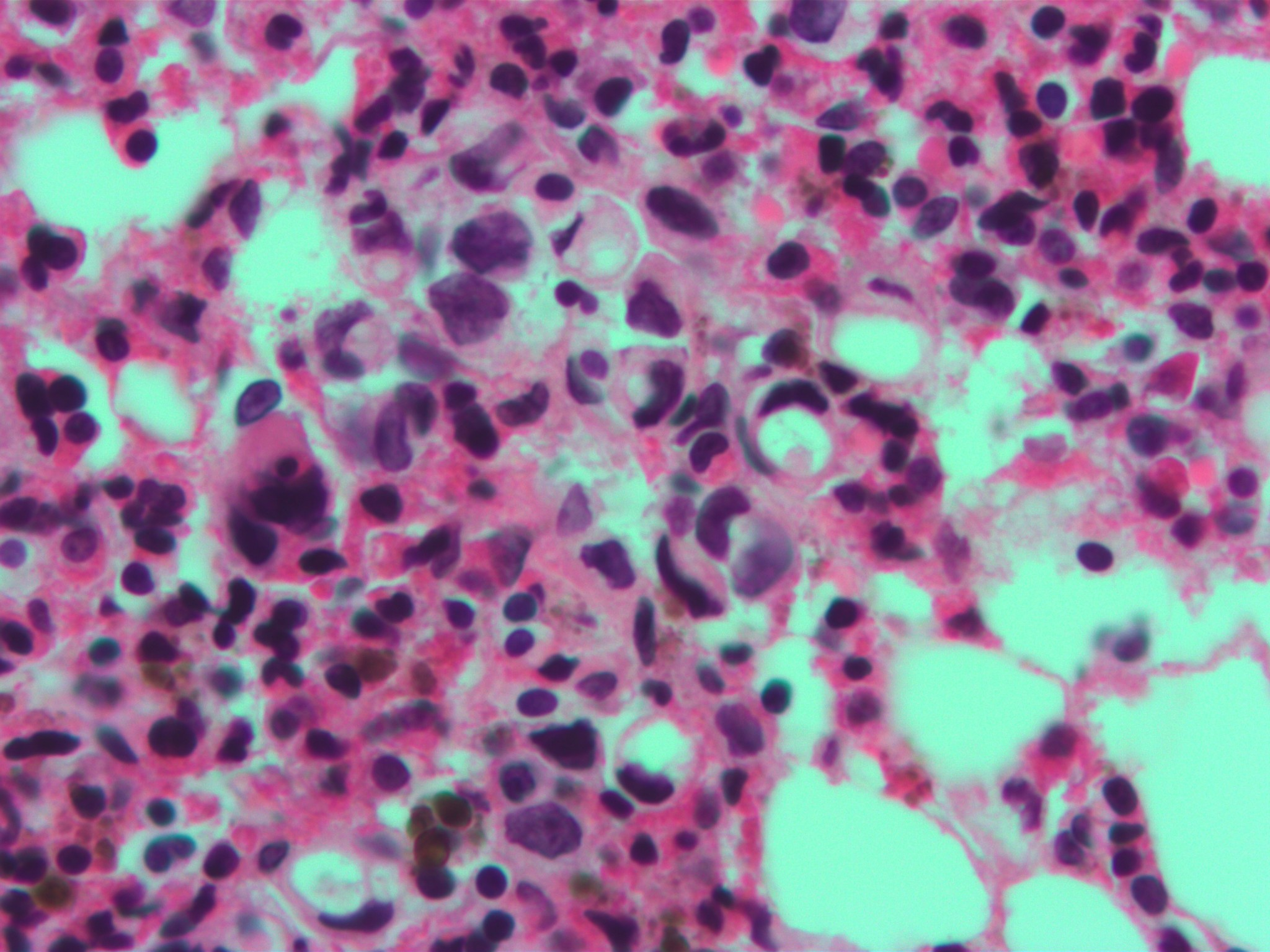
高倍率显微镜下转移性乳腺印戒细胞癌的印戒细胞（苏木精-伊红染色）

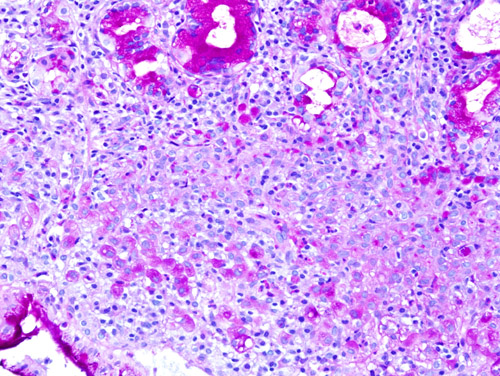
胃印戒细胞癌的印戒细胞（PAS染色）

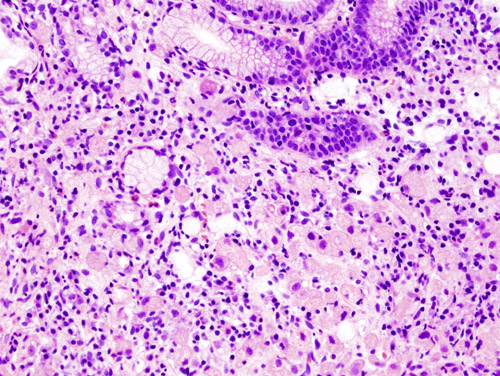
胃印戒细胞癌的印戒细胞（苏木精-伊红染色）

印戒细胞（Signet ring cell）在组织学上是一种恶性的细胞类型，主要见于癌症组织。
印戒细胞最常见于胃癌，但它也可出现在人体的任何组织，包括前列腺、膀胱、胆囊、乳腺、结肠、卵巢间质和睾丸等。

## 外观
印戒细胞这个名称来源于细胞的外观。印戒细胞含有大量的粘蛋白，从而将细胞核挤向了细胞的一侧外围，类似图章戒指，故得名。

## 诊断意义
印戒细胞数量显著增加，往往预示患者的预后较差。

## 分类
印戒细胞癌可以通过免疫組織化學进行分类 。